# Campionati europei di ginnastica artistica 2011 - Anelli
La finale degli anelli si è svolta il 9 aprile 2011, con inizio alle ore 16:00.

## Risultati
| Pos.    | Ginnasta                 | Nazione     | Punteggio di partenza | Punteggio della giuria | Penalità | Totale |
| ------- | ------------------------ | ----------- | --------------------- | ---------------------- | -------- | ------ |
| Oro     | Konstantin Plužnikov     | Russia      | 6,700                 | 9,150                  | -        | 15,850 |
| Argento | Aleksandr Balandin       | Russia      | 6,700                 | 9,075                  | -        | 15,775 |
| Bronzo  | Eleutherios Petrounias   | Grecia      | 6,800                 | 8,875                  | -        | 15,675 |
| 4       | Matteo Morandi           | Italia      | 6,700                 | 8,950                  | -        | 15,650 |
| 5       | Danny Pinheiro-Rodrigues | Francia     | 6,800                 | 8,725                  | -        | 15,525 |
| 6       | Lambertus van Gelder     | Paesi Bassi | 6,800                 | 8,675                  | -        | 15,475 |
| 7       | Thomas Taranu            | Germania    | 6,600                 | 8,325                  | -        | 14,925 |
| 8       | Pierre-Yves Bény         | Francia     | 6,400                 | 8,475                  | -        | 14,875 |